# Budimírský zámek
Budimírsky zámek byl původně hrad přestavěný na zámeček, ve kterém se dnes nachází muzeum. Nachází se v obci Budimír.

## Exteriér
Budimírský zámeček je klasicistní tereziánská stavba z 2. třetiny 18. století s pozdějšími vnitřními úpravami. Dvoupodlažní trojtraktová bloková budova s erbem na fasádě sloužila jako panské sídlo větve Ujházyů. Místnosti mají valené křížové a klášterní klenby, v někdejší reprezentační místnosti je empírová nástěnná malba. Budova je vsazena do nového francouzského parku a oplocená novým oplocením v klasicistním slohu.

## Současný stav
Objekt měl do roku 1985 různé majitele, část sloužila Technickému muzeu jako depozitář, část místní škole. Celková rekonstrukce objektu, včetně parkových úprav, trvala pět let a zámeček byl veřejnosti zpřístupněn v roce 1990. Původní plán počítal se stálou expozicí, praxe si však vyžádala změnu této koncepce. V části suterénních prostor jsou umístěné depozitáře Slovenského technického muzea.
Ve výstavních prostorách jsou instalovány v kratších či delších časových intervalech malé komorní výstavy. Kromě výstav zaměřených na dějiny techniky se zde střídají výstavy věnované historii a umění. K bohaté programové skladbě přispívají i výstavy ze sbírek soukromých podnikatelů – majitelů starožitností, jakož i soukromých sběratelů.